# Деркачі (Миргородський район)
Деркачі́ — село в Україні, у Миргородській міській громаді Миргородського району Полтавської області. Населення становить 171 особу. Колишній орган місцевого самоврядування — Шахворостівська сільська рада.

## Географія
Село Деркачі знаходиться за 4 км від міста Миргород, за 2 км від села Дібрівка. По селу протікає пересихаючий струмок з загатою.